# Konststölden på Isabella Stewart Gardner Museum

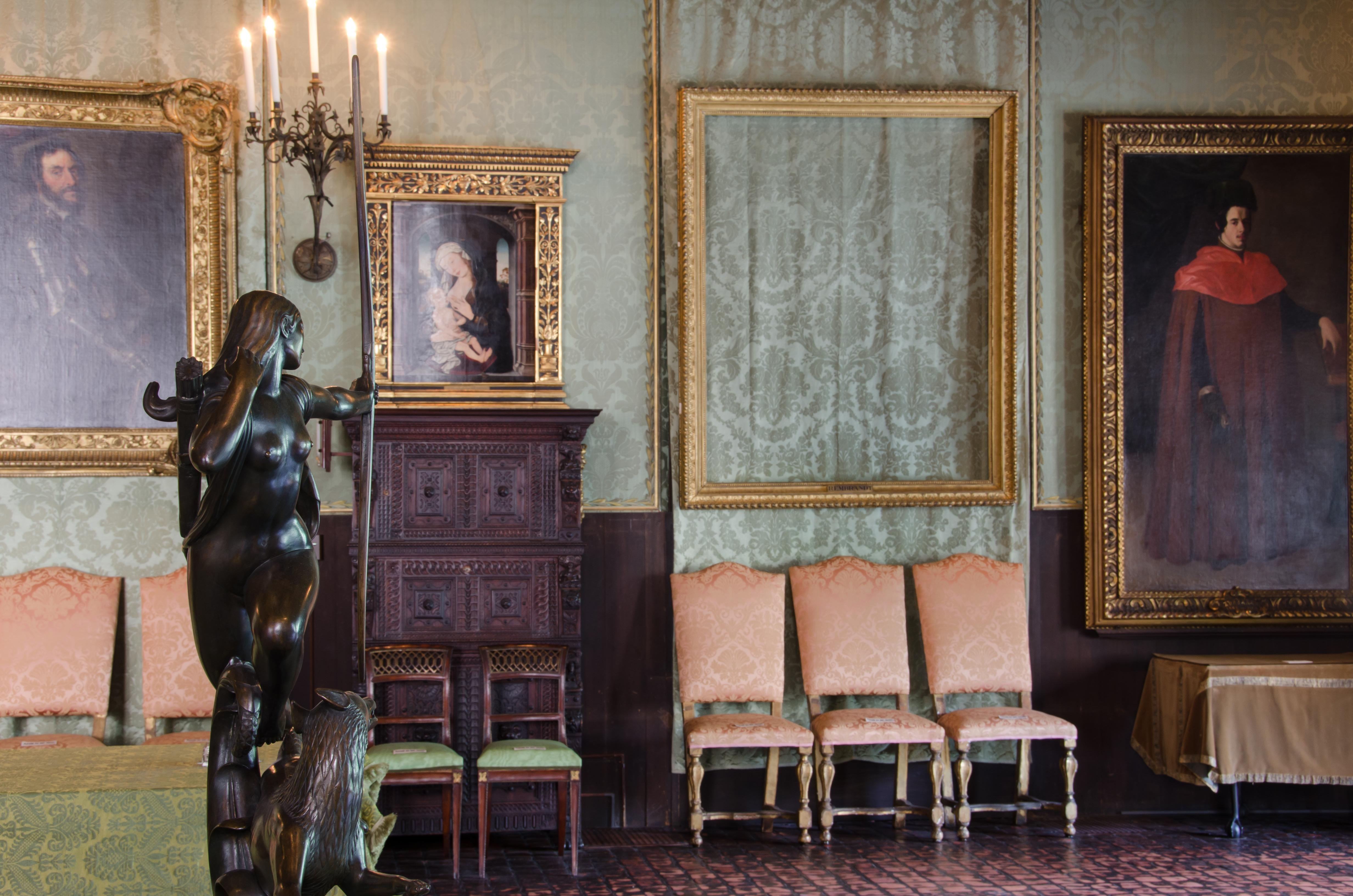
Tom ram efter Rembrandts Stormen på Genesarets sjö på Isabella Stewart Gardner Museum

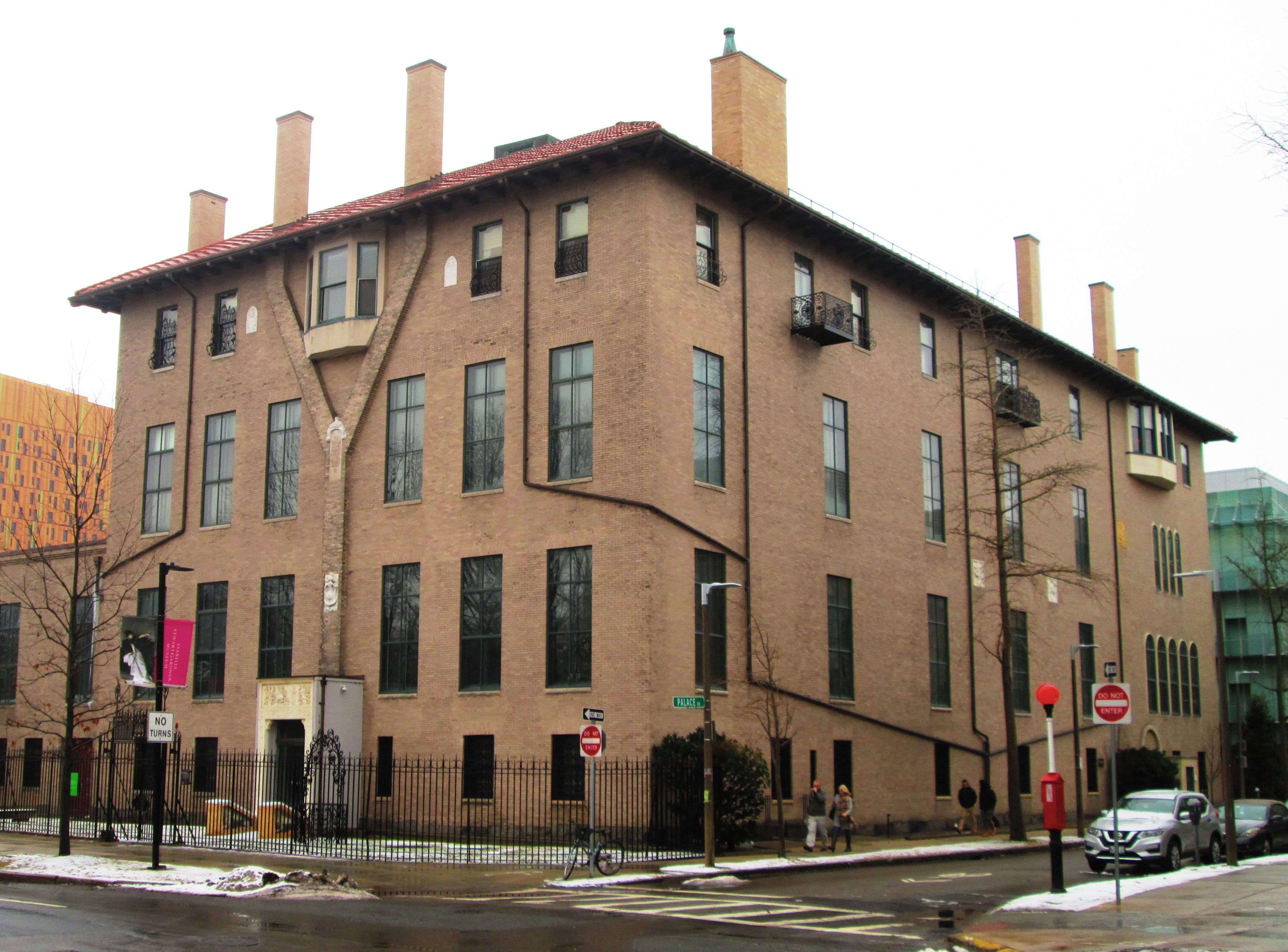
Isabella Stewart Gardner Museum

Konststölden på Isabella Stewart Gardner Museum i USA var ett av de större i modern tid. Den inträffade på natten till den 18 mars 1990, då två – till poliskonstaplar utklädda – tjuvar skaffade sig tillträde till det privata konstmuseet Isabella Stewart Gardner Museum i Boston i Massachusetts i USA. De stal 13 konstföremål, varav de mest berömda var Johannes Vermeers målning Konserten och Rembrandts enda marinmålning Stormen på Genesarets sjö.
Stölden har inte klarats ut, och inget av de stulna konstverken har återfunnits. Det var 2020 den ouppklarade konststöld, som omfattade störst värde på stulna föremål.

## Stulna föremål
Elva målningar och grafiska verk stals, varav Johannes Vermeers Konserten, två målningar och en miniatyretsning av Rembrandt van Rijn, en målning av Édouard Manet, en målning av Govert Flinck samt två målningar och tre skisser av Edgar Degas. Därutöver togs ett kinesiskt bronskärl och en fransk spira med en örnskulptur, bägge av begränsat ekonomiskt värde.

## Bilder av stulna föremål

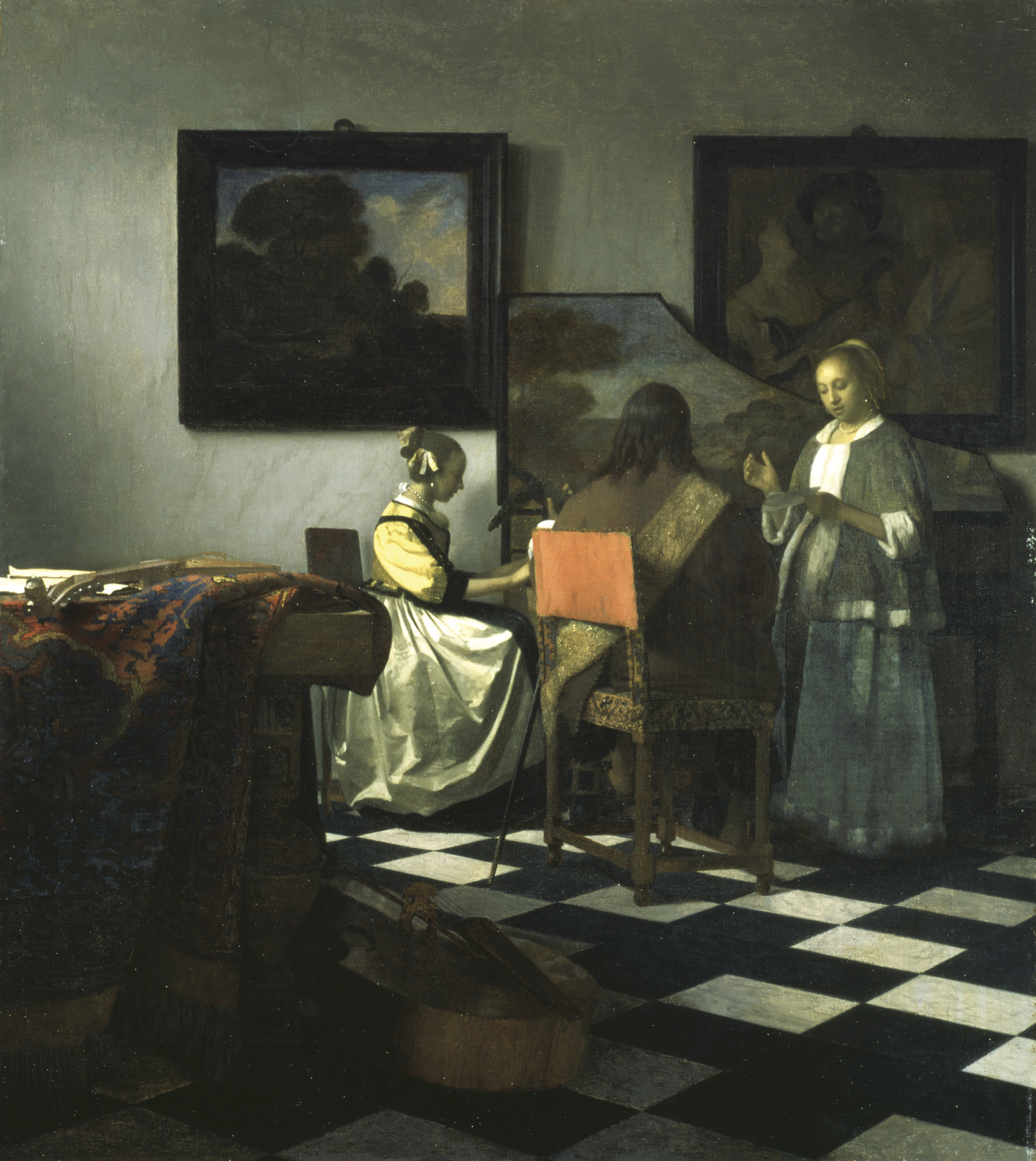
Konserten av Johannes Vermeer
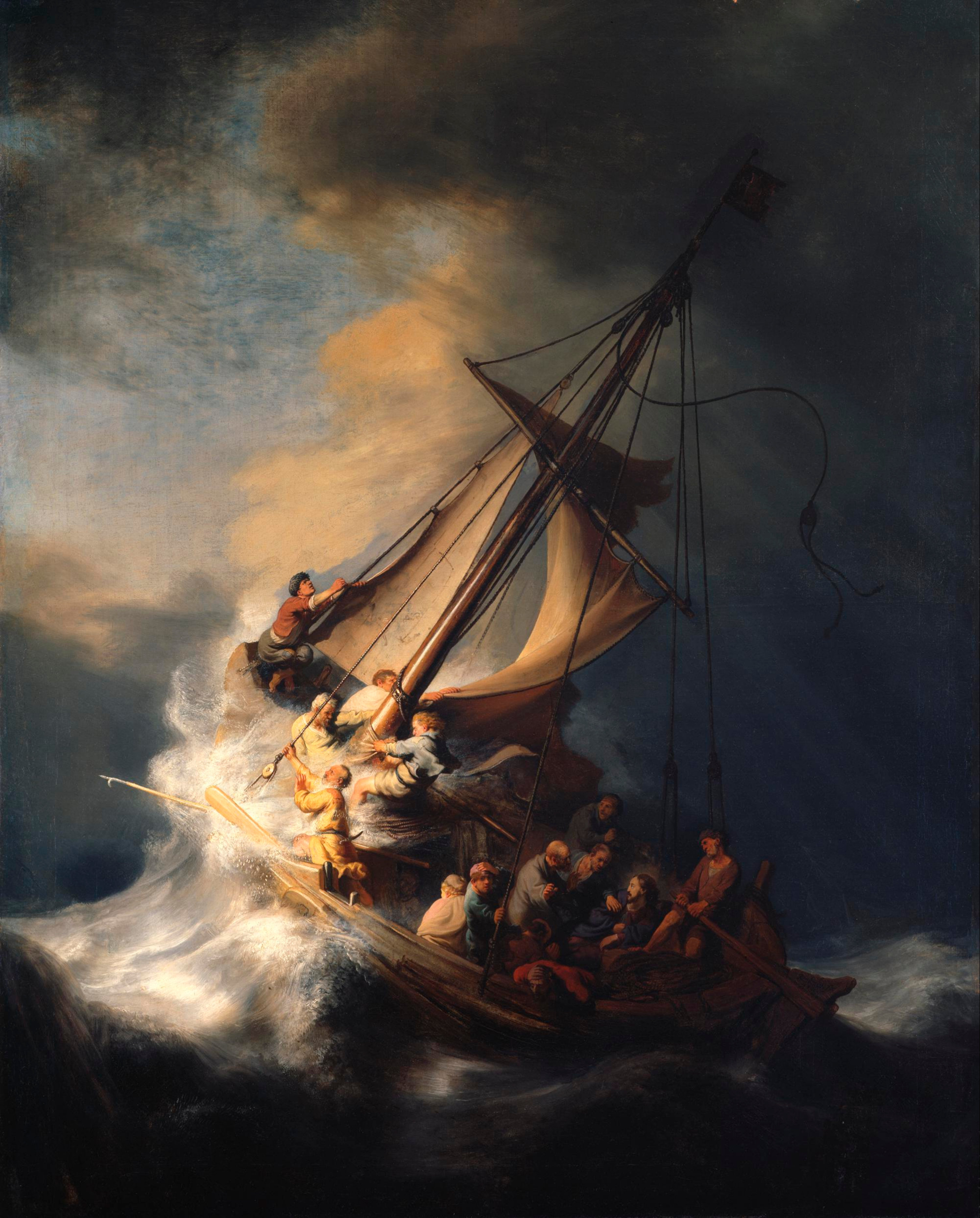
Stormen på Genesarets sjö av Rembrandt van Rijn
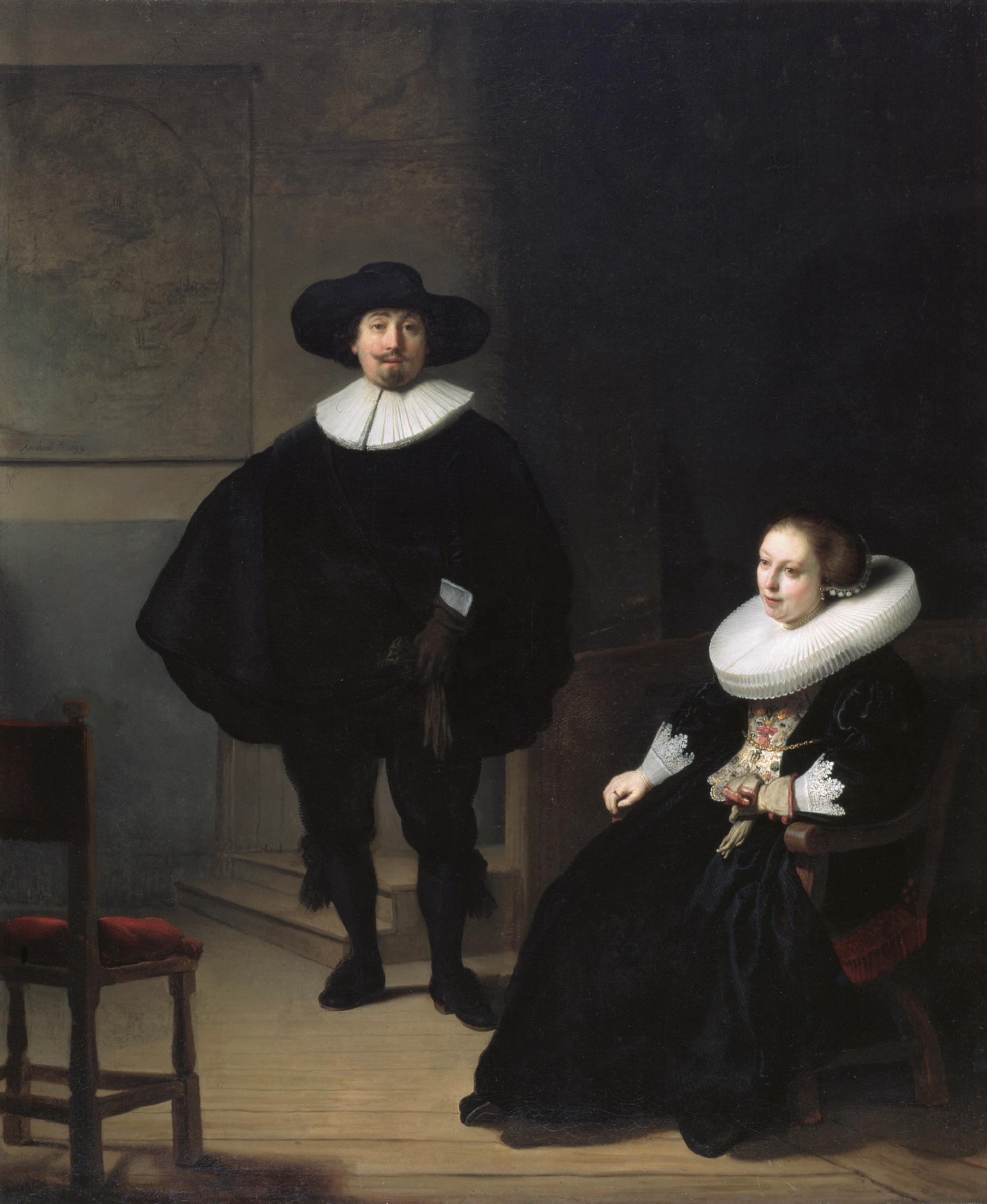
En dam och en gentleman i svart av Rembrandt van Rijn
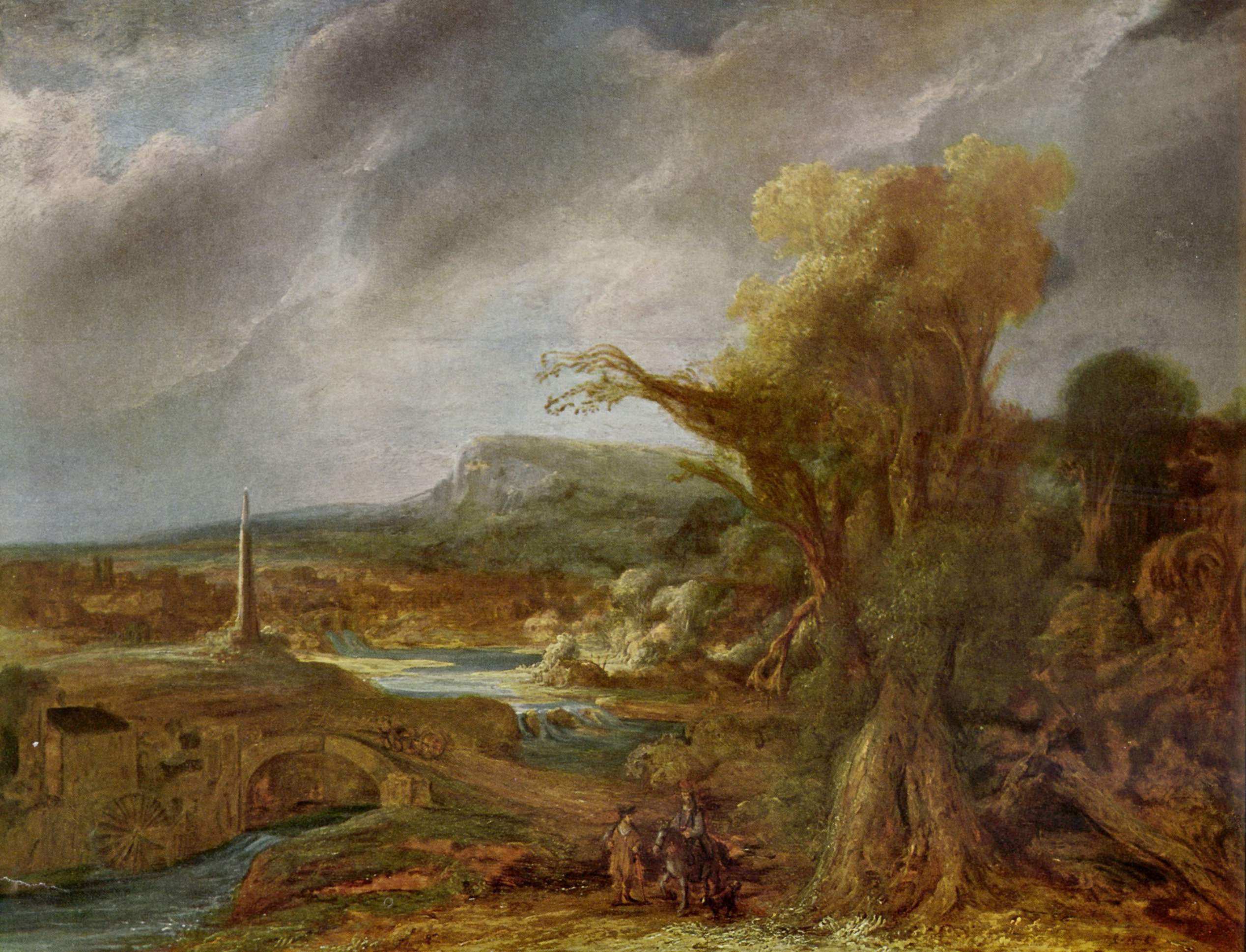
Landskap med obelisk av Govert Flinck
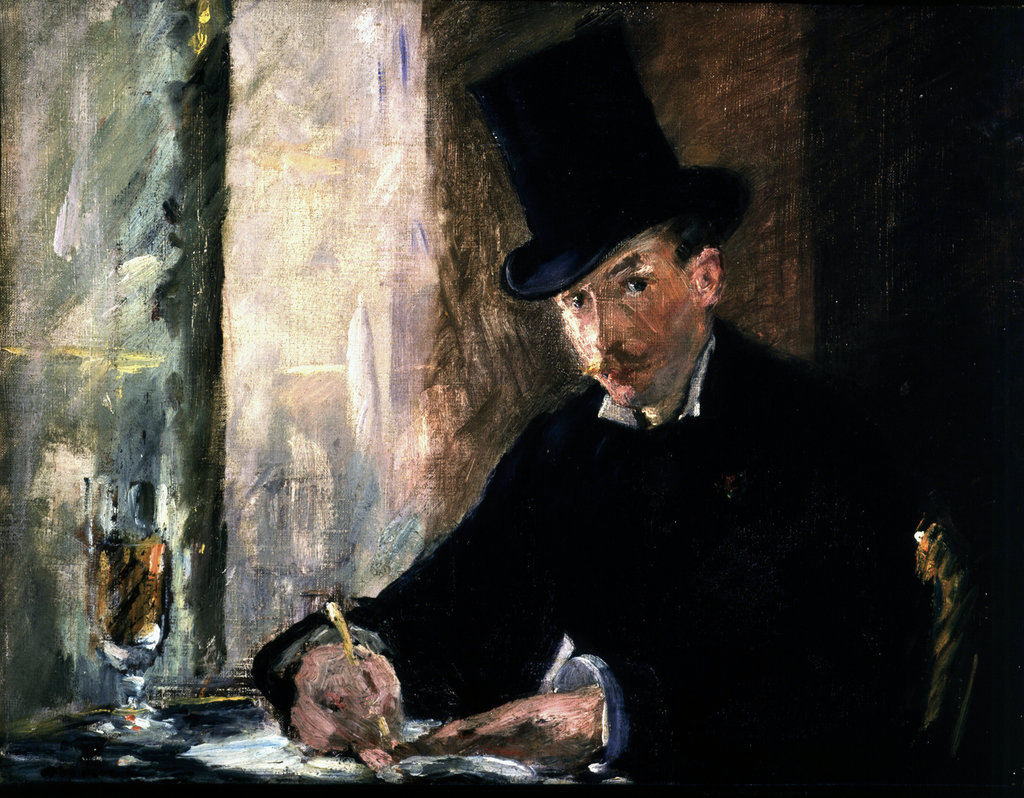
Hos Tortoni av Édouard Manet
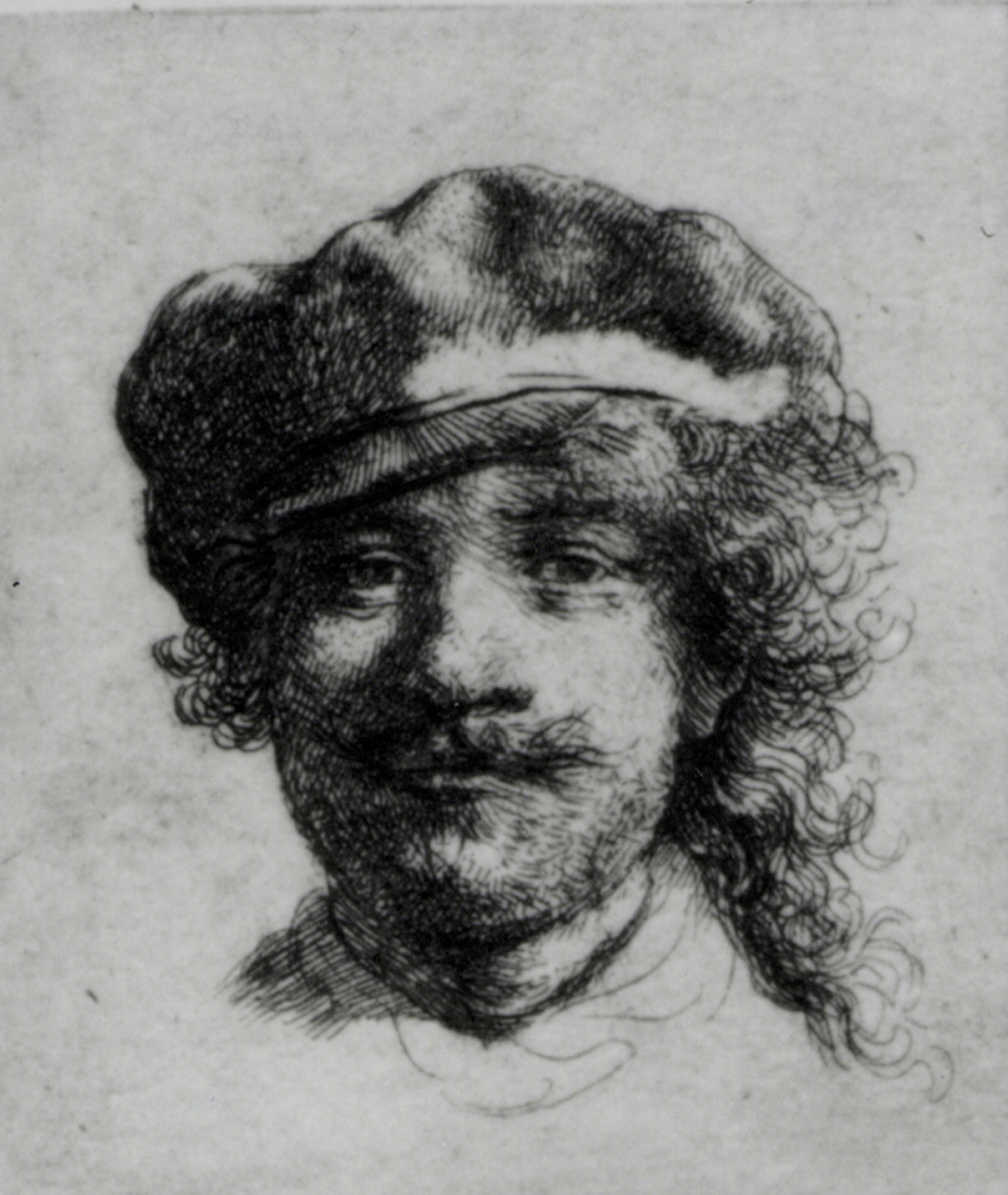
Självporträtt av Rembrandt van Rijn
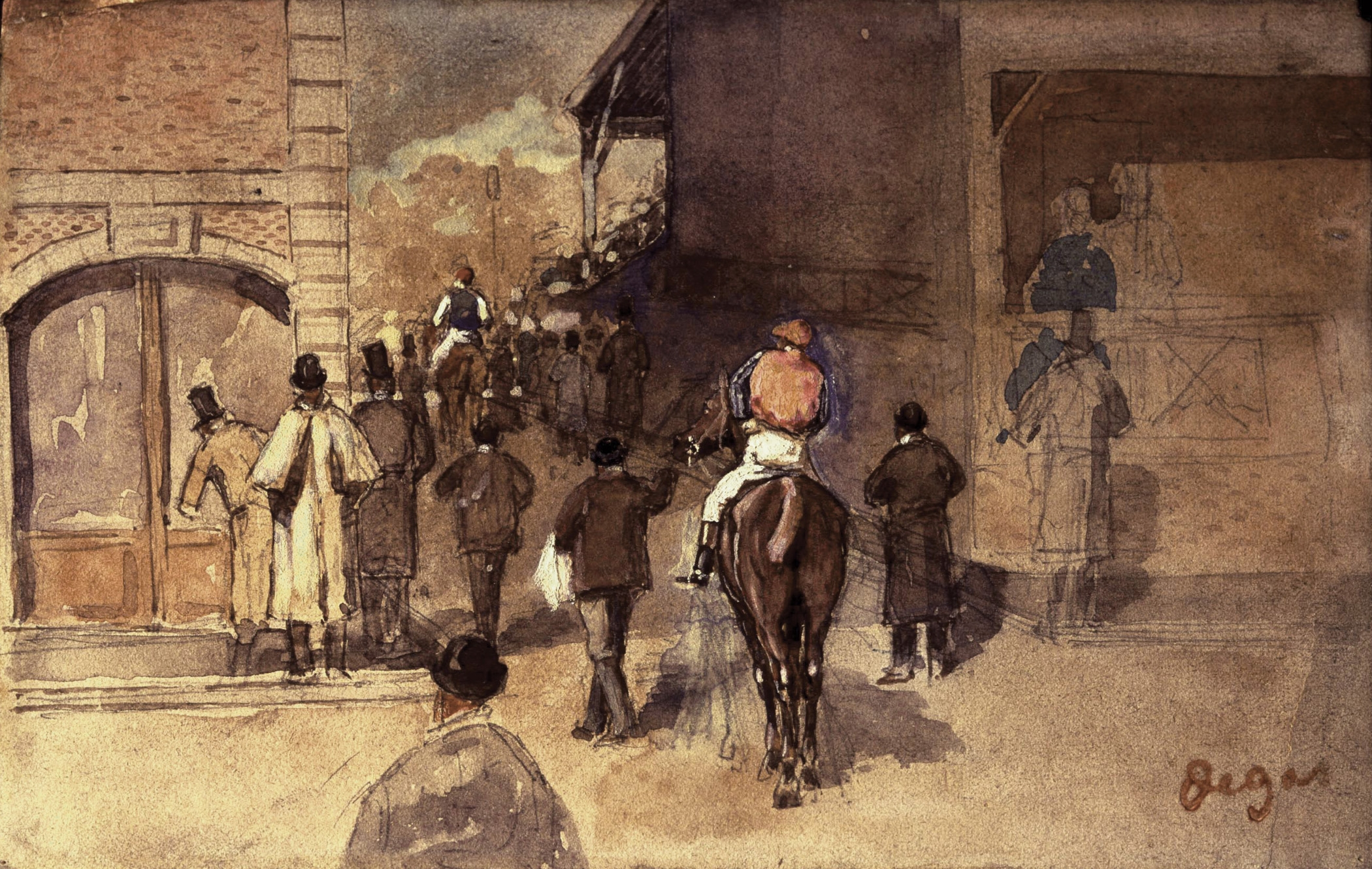
La Sortie de Pesage av Edgar Degas
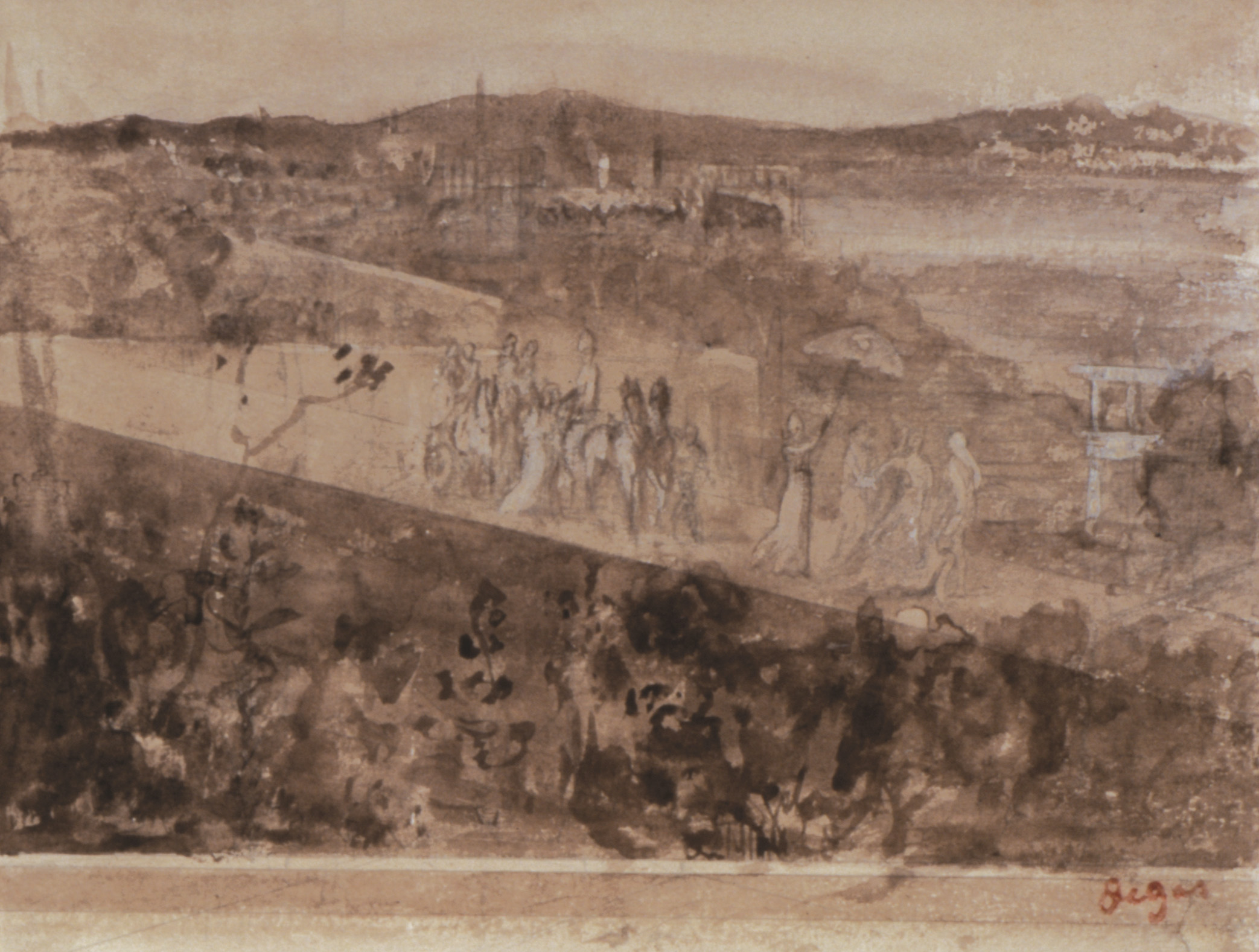
Kortege till trakten av Florence av Edgar Degas
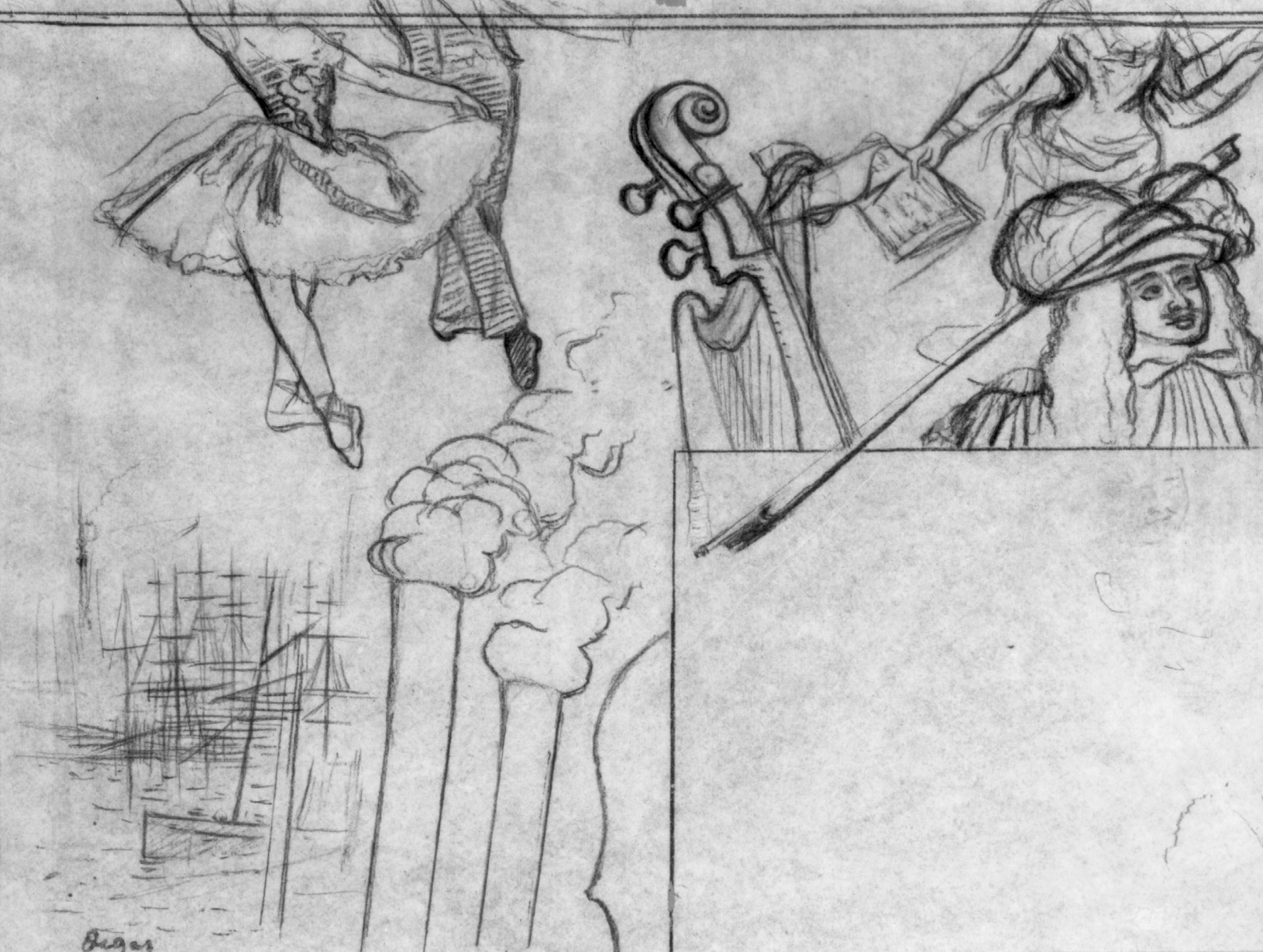
Program för en konstnärssoiré 1 av Edgar Degas
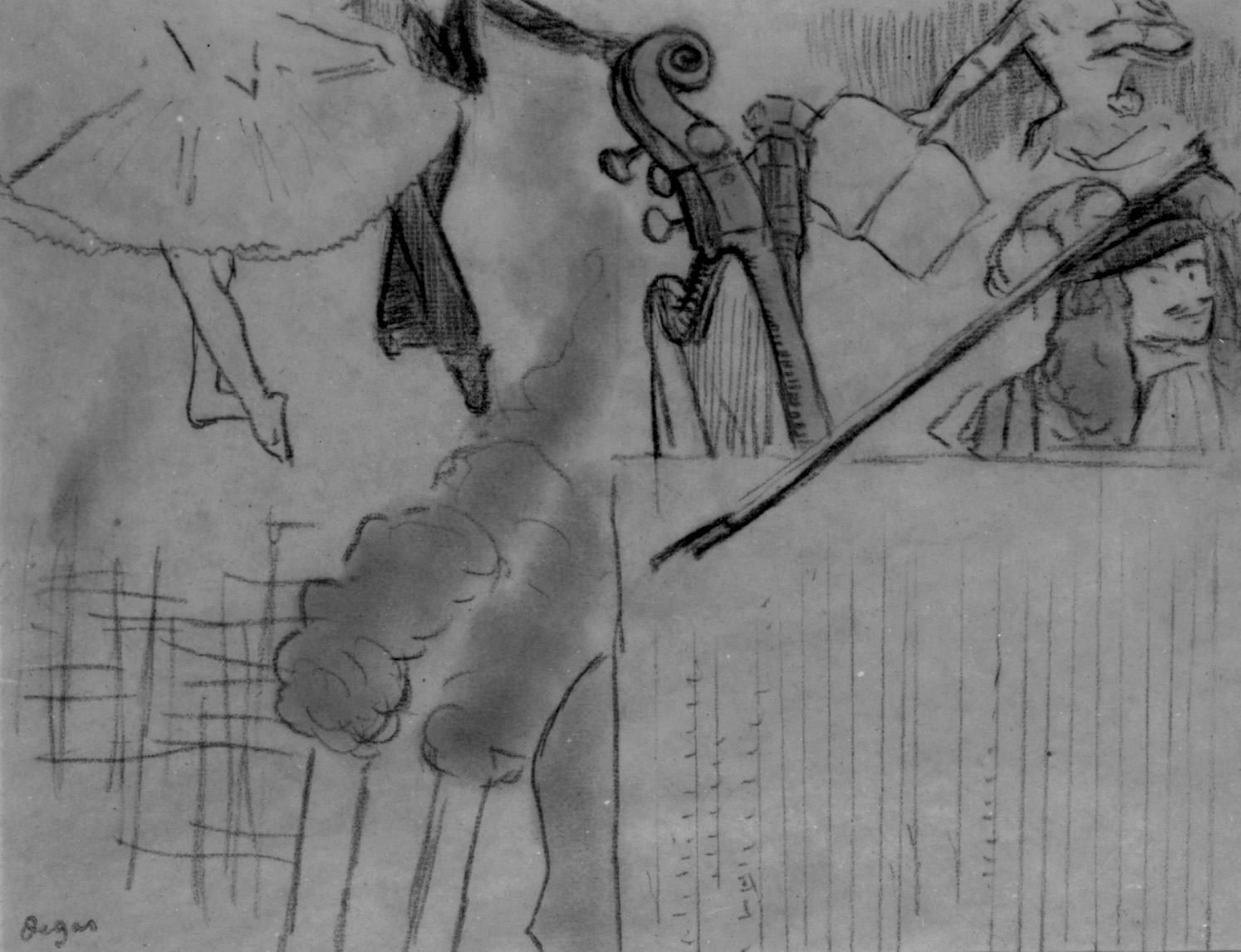
Program för en konstnärssoiré 2 av Edgar Degas
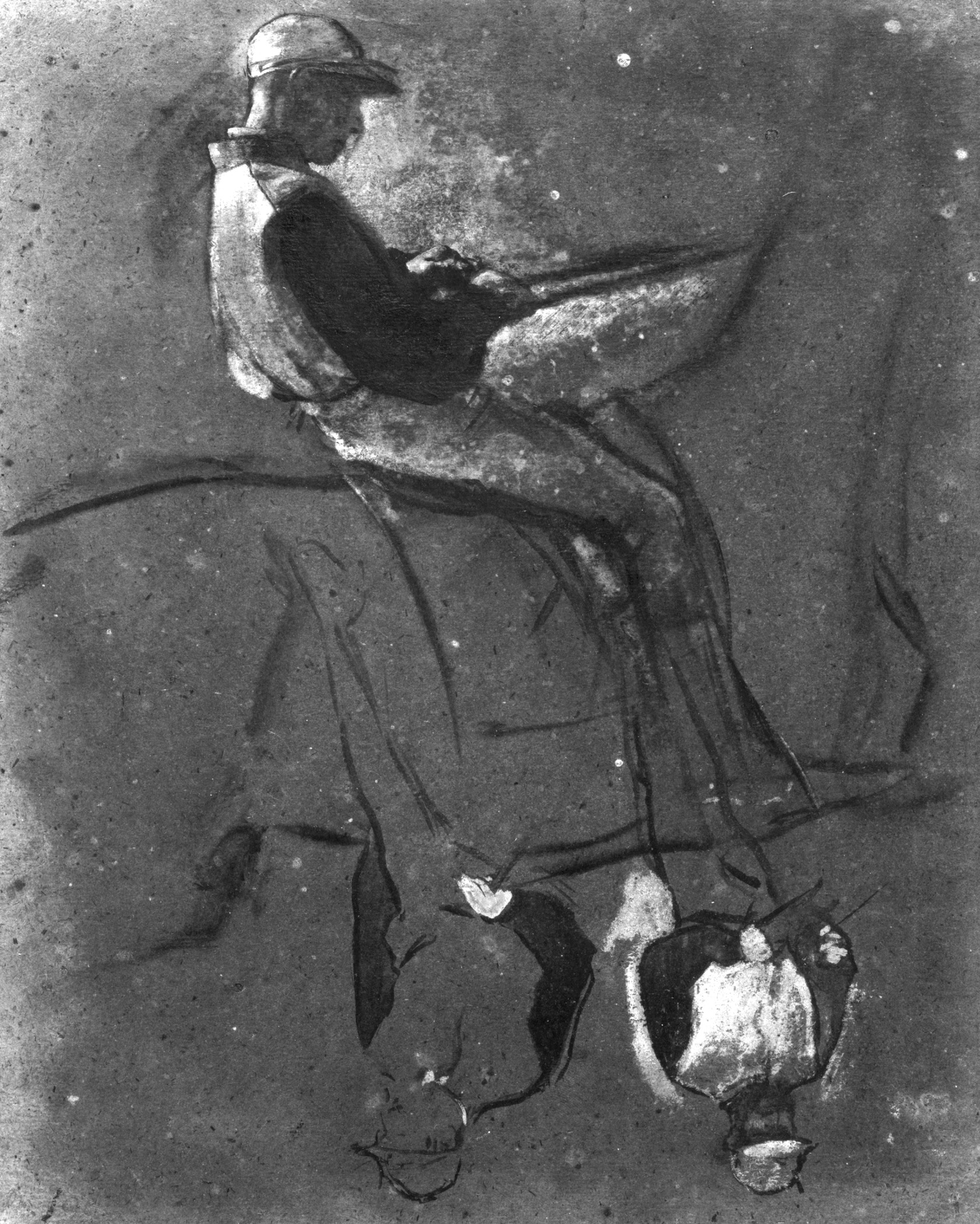
Tre uppsuttna jockeyer av Edgar Degas
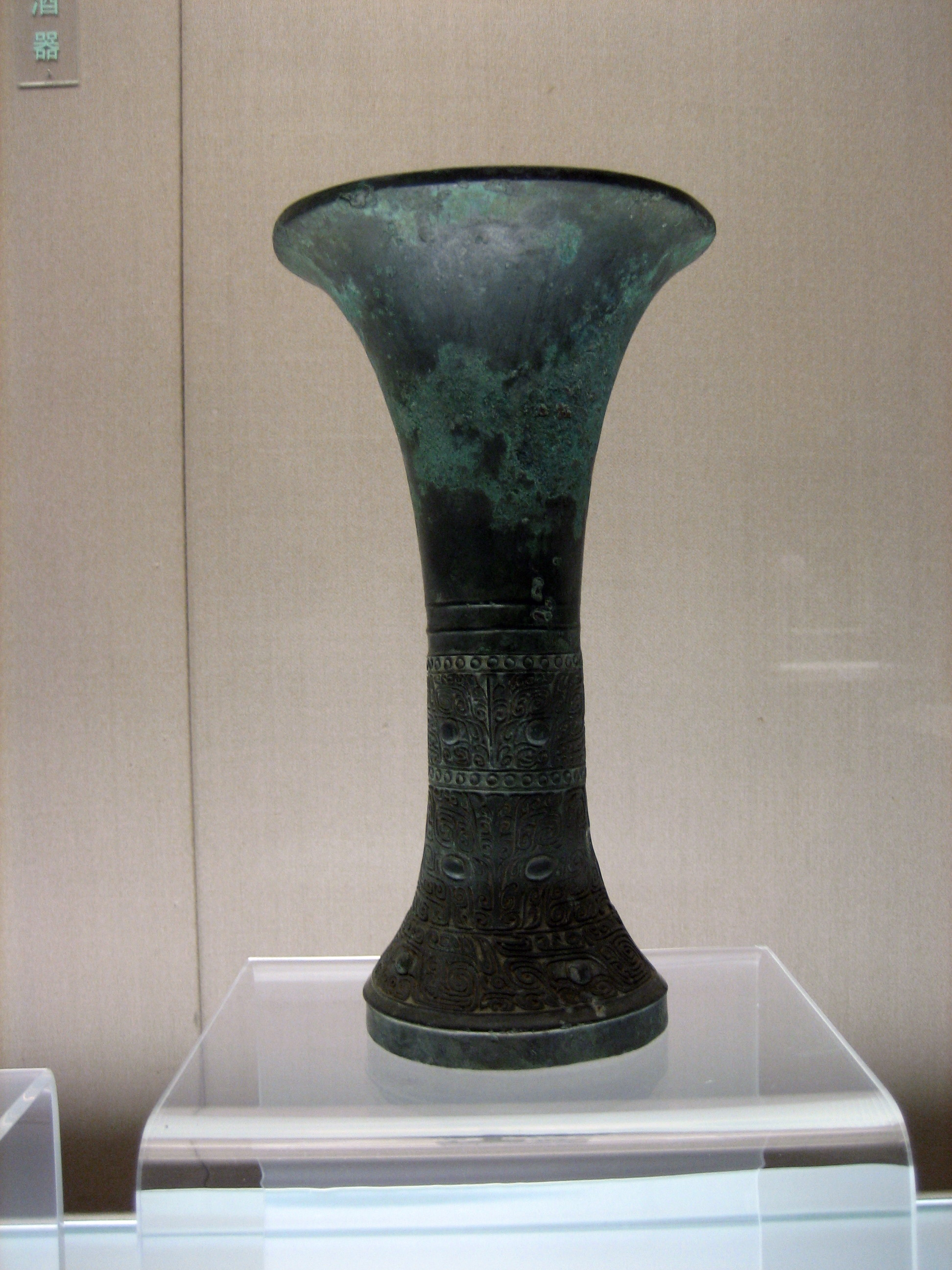
Antikt kinesiskt "gu"-bronskärl (liknande det som stals)
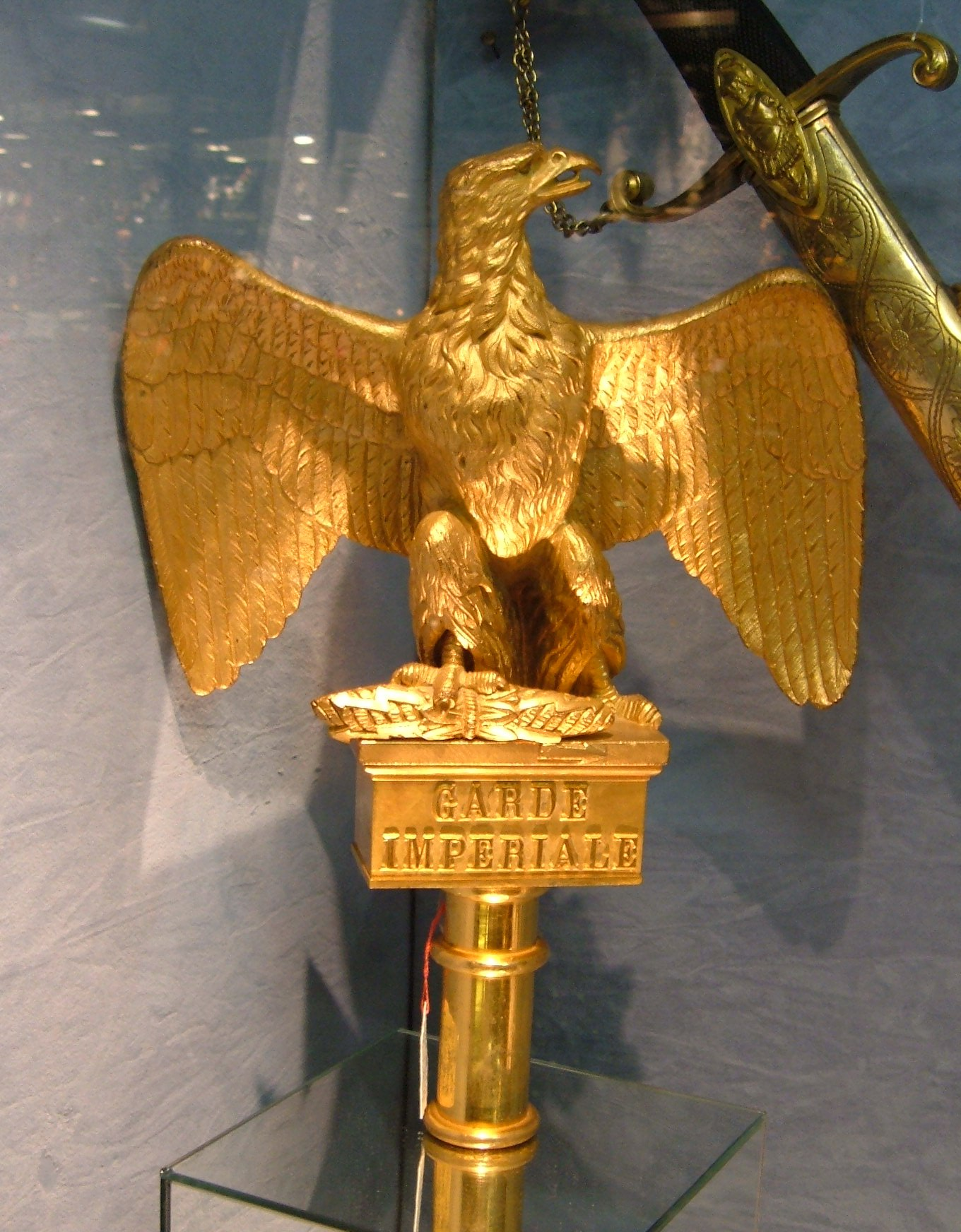
Spira med fransk kejserlig örn

## Polisutredningen
FBI tog hand om utredningen och hade som hypotes att stölden begåtts av ett av de konkurrerande italiensk-amerikanska gängen i Boston, och att de stulna föremålen fanns kvar där, eller åtminstone i USA.

## Media
BBC sände i oktober 2020 dokumentärfilmen The Billion Dollar Art Hunt, som följde upp ett annat spår än det som FBI koncentrerat sig på. Enligt uppgifter från en känd irländsk konsttjuv till en amerikansk privatspanare skulle den stulna konsten från Boston befinna sig i Irland, dold bakom en vägg i ett hus i Dublin. Tipsaren hade förhoppningen att erhålla den belöning på 10 miljoner US dollar som utlysts för tips som kan leda till att den stulna konsten återfinns. Tipsaren försvann dock efteråt, innan några detaljer avslöjats.